# ファルス (性)

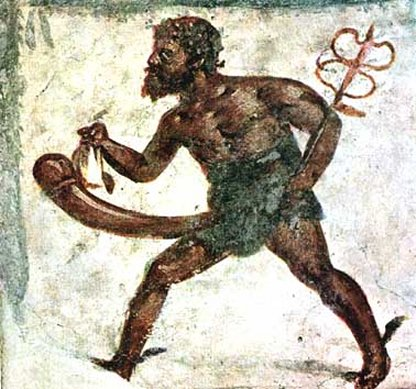
ローマ神話の神プリアーポスを描いたポンペイの壁画（1世紀）

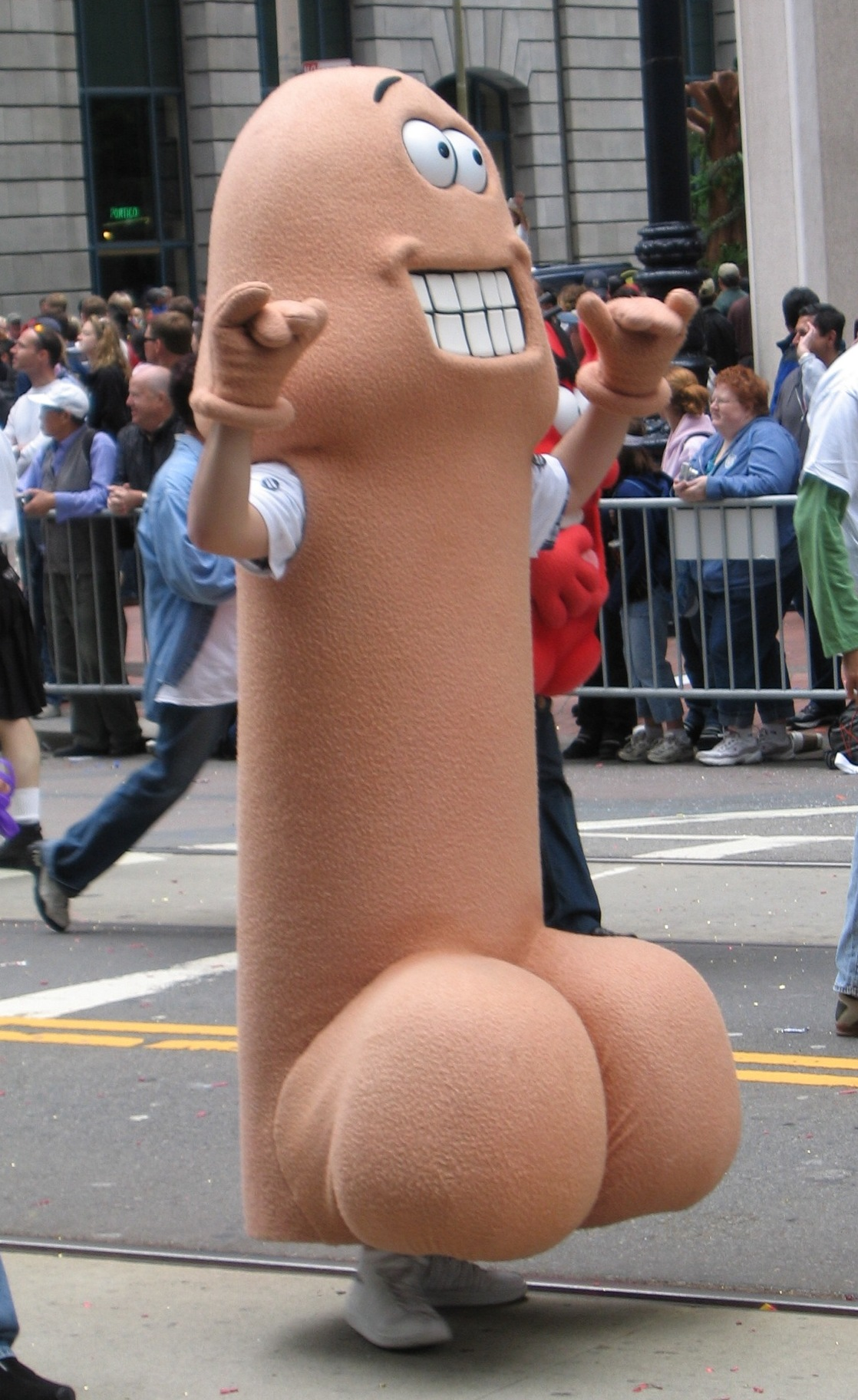
サンフランシスコのゲイ・プライド・パレードに参加した陰茎のコスチューム（2005年）

ファルス (phallus) とは、勃起した陰茎、あるいは陰茎のような形をしたオブジェを指す言葉。ただし、オブジェとして広義にとらえる場合、ファルス的シンボル (phallic symbol) とも呼称される。

## 語源
古代ギリシャ語のφαλλός（phallós, ファロス、パロス）がラテン語を経由したもの。さらに遡れば、インド・ヨーロッパ祖語の語根bhel（膨らむこと、膨張）。比較として、古ノルド語（ならびに現代アイスランド語）のboli（雄牛）、古英語のbulluc（小さな弱い牛）、ギリシャ語のφαλλή（クジラ）。

## 解剖学
発生学では、「ファルス」という言葉は、陰茎ならびに陰核の前駆体を指す。（Phallus (embryology)参照）
さらにある特定の鳥の、解剖学的に真の（たとえば哺乳類の）陰茎とは異なる男性性器も指す。（Bird anatomy#Reproduction参照）

## 信仰と美術

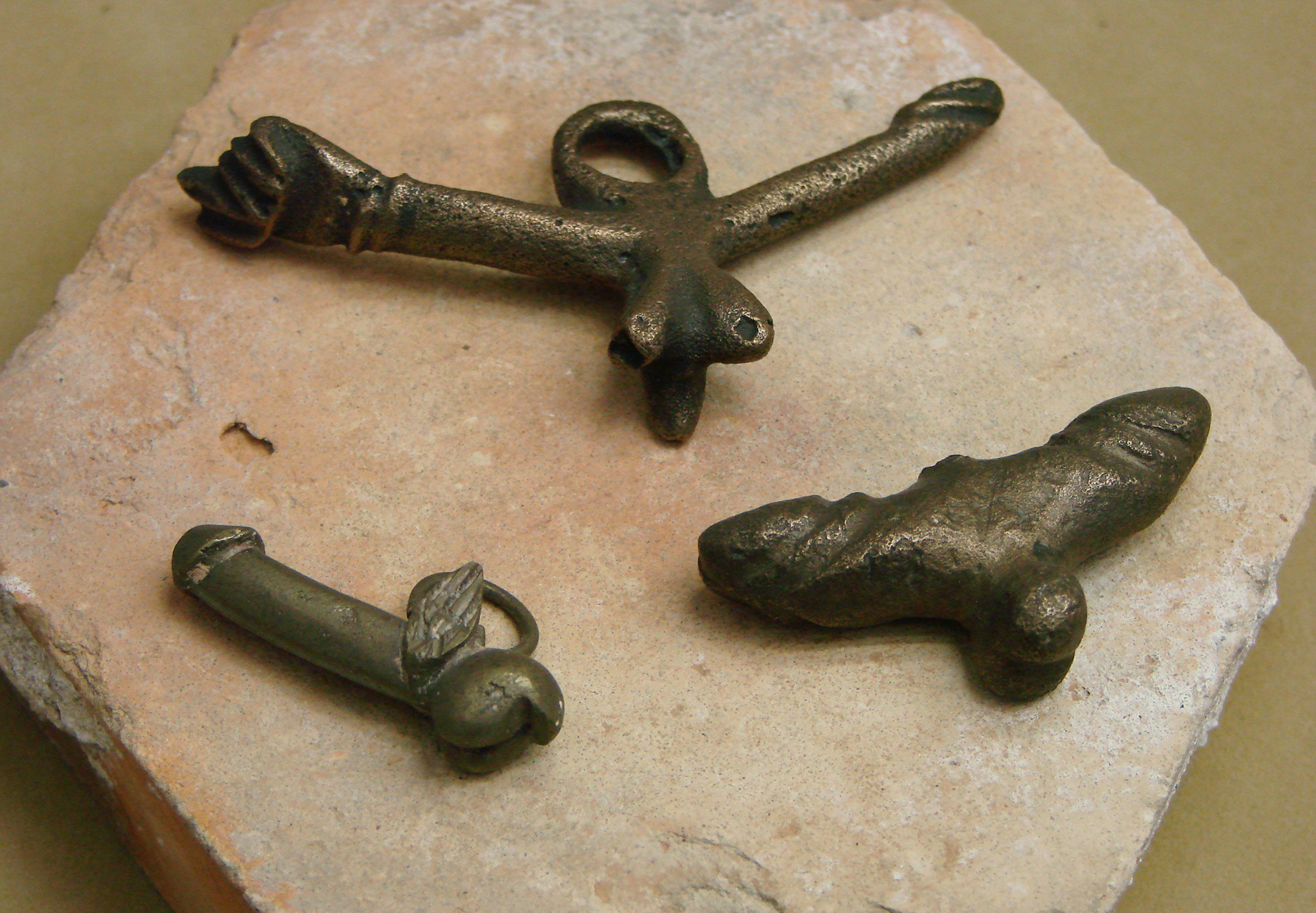
ローマ時代ガロ・ローマ文化のお守りファスキヌム、一番上のものはフィグ・サイン（manus fica）をした手と一緒になったもの

世界中の多くの場所、とくに古代ギリシア・古代ローマの遺物の中で、古代および近代のphalloi（ファルス）の彫刻を見ることができる。多くの古代文明では、ファルス的彫刻は健康の象徴化である。その中でも、2005年にホーレ・フェルス洞窟から発見され、組み立てられた2万8千年前の泥岩のファルス像「ホーレ・ファルス」が、最古の彫像として知られている。
ファルス的デザインの現代の例ではMost Phallic Building contestを参照。

### インド
タントラ教のシャイヴィズムでは、ヒンドゥー (Hindu) の神シヴァ崇拝に象徴的目印「リンガ」が使われた。関連する美術の中で、リンガはシヴァを描写するものだった。たとえば、ムカリンガである。ムカリンガはヒンドゥー寺院 (Hindu temple) の崇拝の中心地にあり、男性と女性の創造的エネルギーの均衡を示す意味で、しばしば女性器を摸したヨーニ (Yoni) の中に据えられていた。それらは豊饒さに限らず、より普遍的な創造の抽象原理を言及しているのかも知れない。タントラ教はヒンドゥーの崇拝の形式に一般化されなければならないわけではない。
Huntington Archiveのムカリンガは、デロス島の博物館の擬人化されたファロスのテラコッタとよく較べられる。Jean Marcadéが『Die Griechen』の中で述べている。

### 古代エジプト

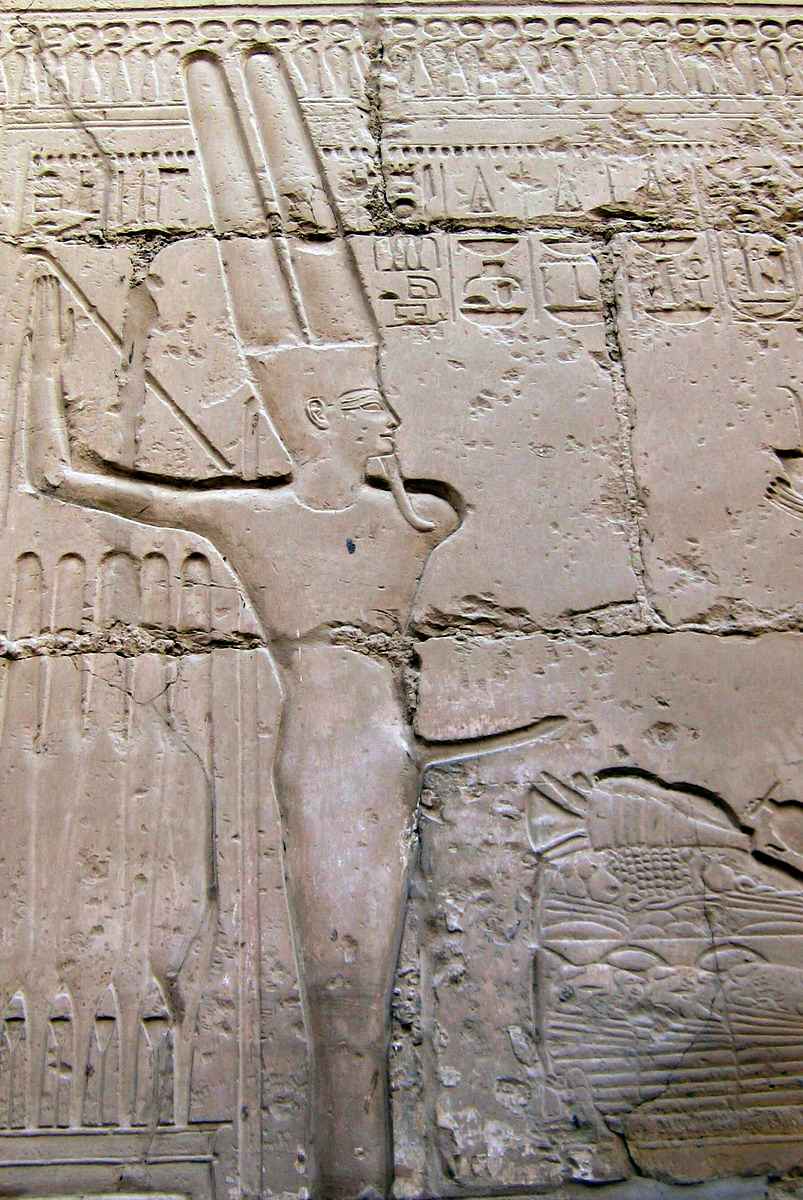
エジプトの神ミン

古代エジプト人はファルス崇拝をオシリスと関連づけた。オシリスの体が13の部分に切断された時、セトはそれをエジプト中にばらまき、オシリスの妻イシスはそれを回収したが、唯一陰茎だけが魚に呑まれて回収できなかったと言われる。（Legend of Osiris and Isis参照）
ファルスは豊饒さのシンボルで、神ミンは「ithyphallic（勃起した陰茎）」として描かれることが多かった。

### 古代ギリシア
伝統的なギリシア神話において、境界と交易の神（一般には伝令の神）ヘルメースは、ファルスを摸したヘルマと呼ばれる柱との関係から、ファルス的な神と見なされている。しかし、このことについては研究者の間で合意を得られておらず、ヘルメースを豊饒の神と見なすのは推測の域を出ない。
そのヘルメースの息子とも言われるパーンは、勃起した陰茎を誇張して描かれることがしばしばある。
プリアーポス (Priapus) はギリシアの豊饒の神で、そのシンボルは誇張されたファルスである。母親はアプロディーテー、父親はオリジナルの神話の異なる形によってディオニューソスかアドーニスとされる。プリアーポスは家畜類・果樹・男性性器の保護者だった。「持続勃起症 (Priapism) 」は「プリアーポス」から派生した言葉である。

### 古代スカンディナビア
北欧神話の神フレイは、男性の生殖力と愛を表現するファルス的神である。
サットル『ヴェルシの話』は保管した馬の陰茎を崇拝するノルウェー人一家を描いている。

### 古代ローマ

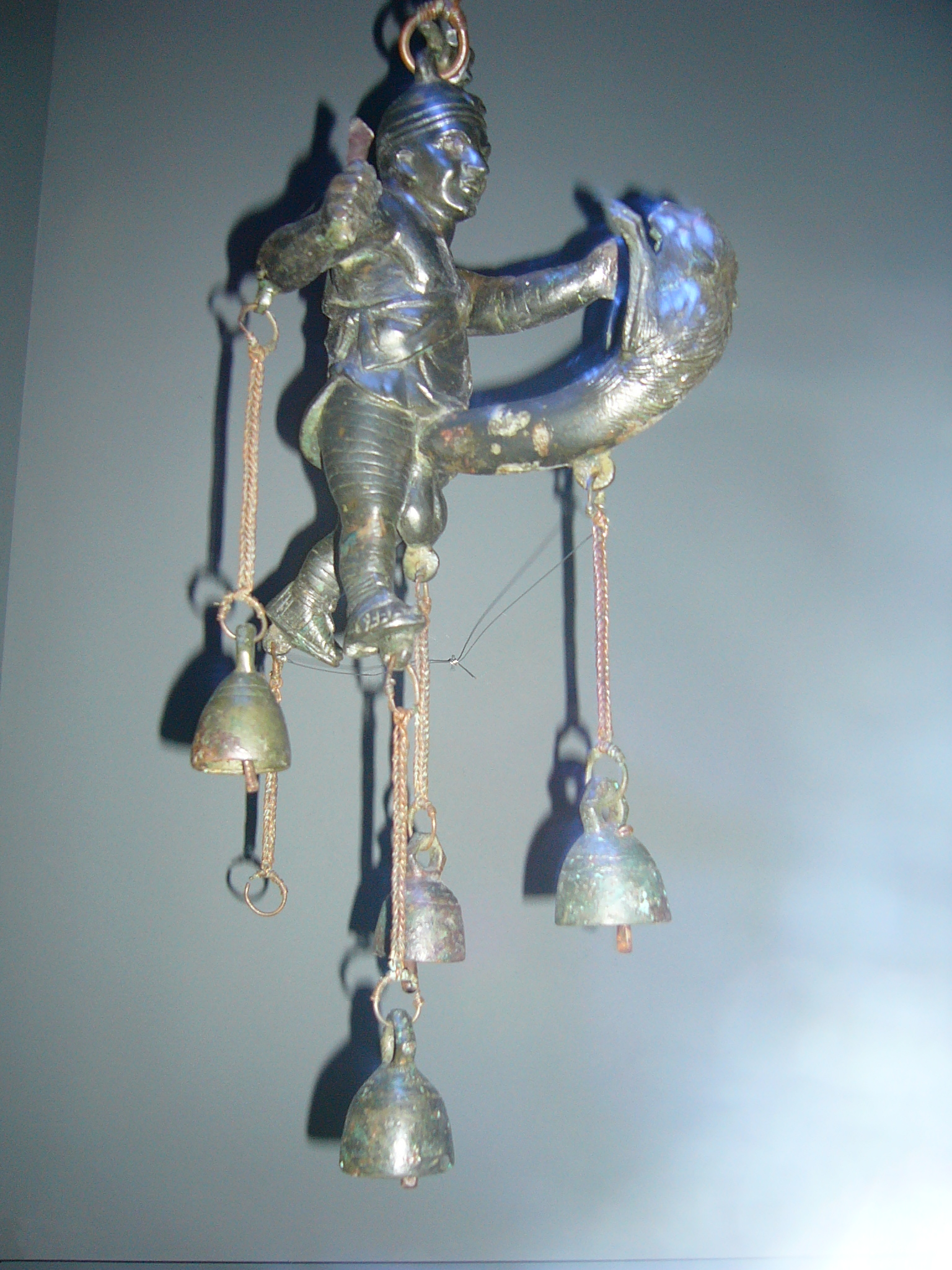
古代ローマ、紀元前1世紀の魔除けチンチンナブルム

古代ローマの人々は、邪視に対するお守りとしてファルス的な宝石を着けていた。

### ネイティヴ・アメリカ
先コロンブス期のアメリカの精霊ココペリの像はファルス的内容を含むことが多い。

### 日本

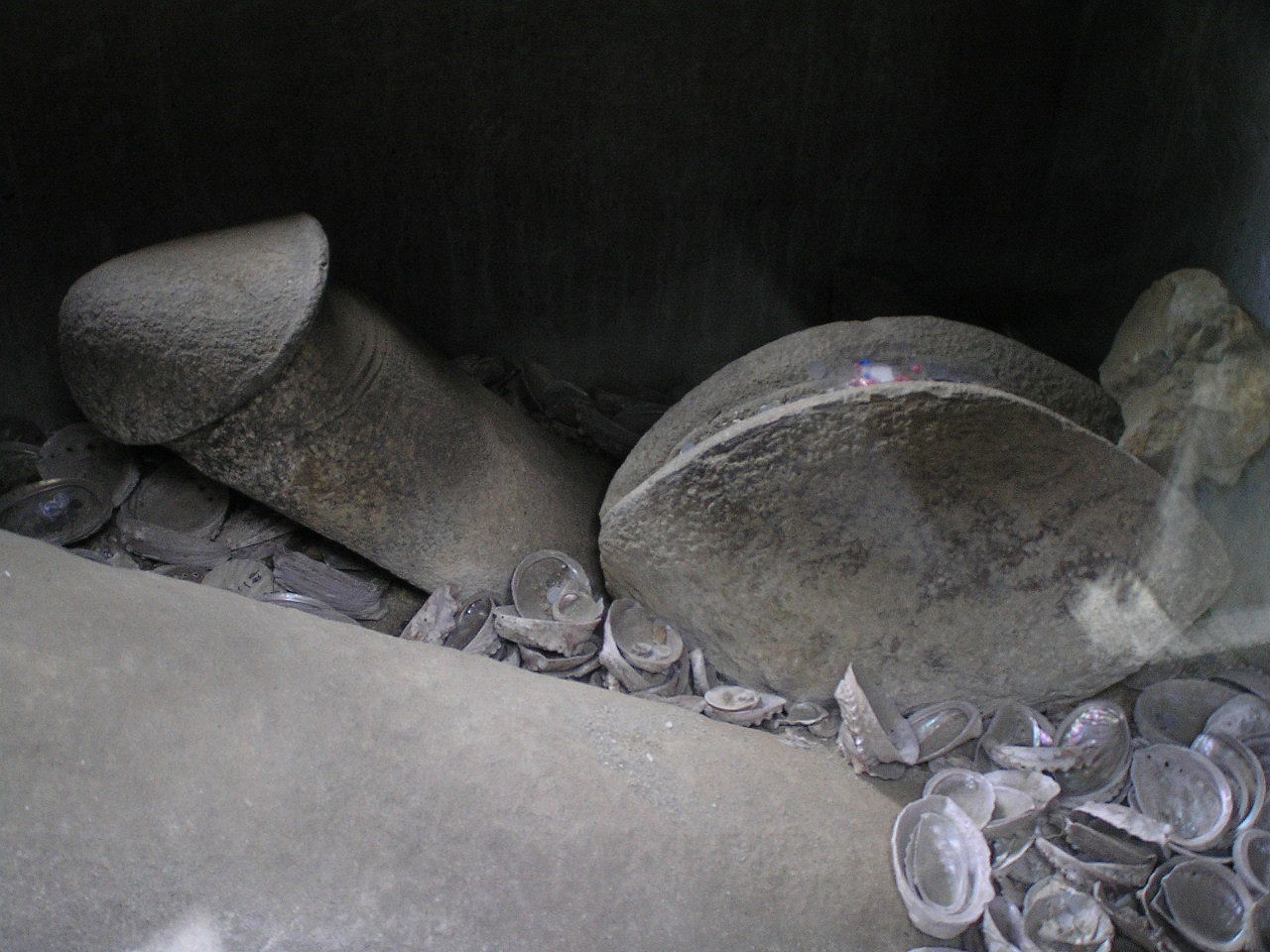
日本では、現代でも祭神とされる（神戸市西区・裸石神社）

縄文時代中期以降、東日本を中心に石棒が作成され祭祀に使用された。その後、全国的に拡がり、金精神として現代でも祭られる。
加藤玄智は都市部を離れ農村部に入ると、アニミズム、呪物崇拝、男根崇拝の痕跡をたくさん見つけることができると述べている。田縣神社の祈年祭（きねんさい）、豊年祭、熱池八幡社の春の神事、和霊神社、杉山神社などでは男根崇拝が行われているとした。

## 精神分析学

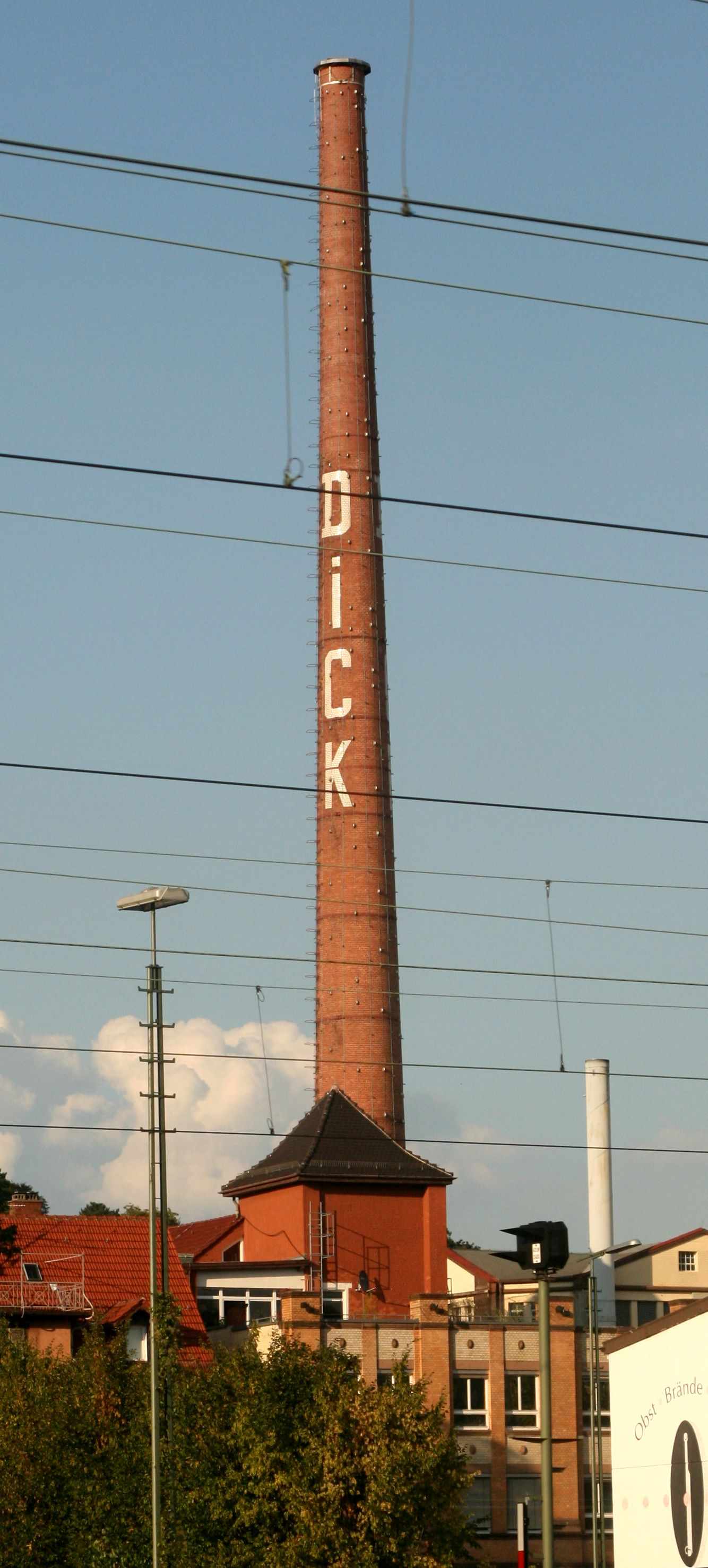
超高層ビル、塔、煙突は一般的なファルス的シンボルである。（ドイツ、エスリンゲン・アム・ネッカーの元Friedrich Dick factoryのもの）

ファルス的シンボルは男性の生殖力を表すことを意味している。ジークムント・フロイトの精神分析学理論によると、男性は1つのペニスを所有する一方、誰も象徴的ファルスを所有することはできない、とされる。ジャック・ラカンは『エクリ』の「ファルスの意味作用」の中で、ファルスで「あること」と「持つこと」の相違を述べている。男性はファルスを「持つ」と見られる限りにおいて男性と定められる。ファルスを持たない女性はファルスで「ある」と見られる。象徴的ファルスは本源的な男で「あること」、ならびに、神の恵みを持つことと同等の「持つこと」の概念である。
ジュディス・バトラーはその著書『ジェンダー・トラブル』の中で、ファルスとペニスとの関連を指摘することによって、フロイトとラカンの象徴的ファルス論を論じた。この法はそれ自身の「自然」の概念への服従を命じる。それは身体の二元的・非対称的自然化を通してその正当性を得る。その中で、ファルス（ペニスとまったく同一ではないが）は自然化された道具・記号としてペニスを効果的に使う。さらにバトラーは『Bodies that Matter』の「レズビアン・ファルス」の中で、もしフロイトが、ペニス以外からのファルスの転移可能性を修辞的に正しいと主張する類推および置換を列挙するなら、その他の多くのものもファルスの代役をつとめるに違いない、と述べた。

## フィクション
ファルス的な象徴性は幅広いフィクション、その他ポピュラー・カルチャー作品の中に見付けることができる（とくに精神分析学的な文脈の中で分析される時。その意見が作者によって確証がない、または支持されていないことは多いが）。

## 現代建築・現代アート
現代建築と現代アートの作品には、直接的・間接的にファルスを表現したものや、バルセロナのトーレ・アグバールのように、意図していなくてもファルスと認識され、そのイメージが一般化したものがある。

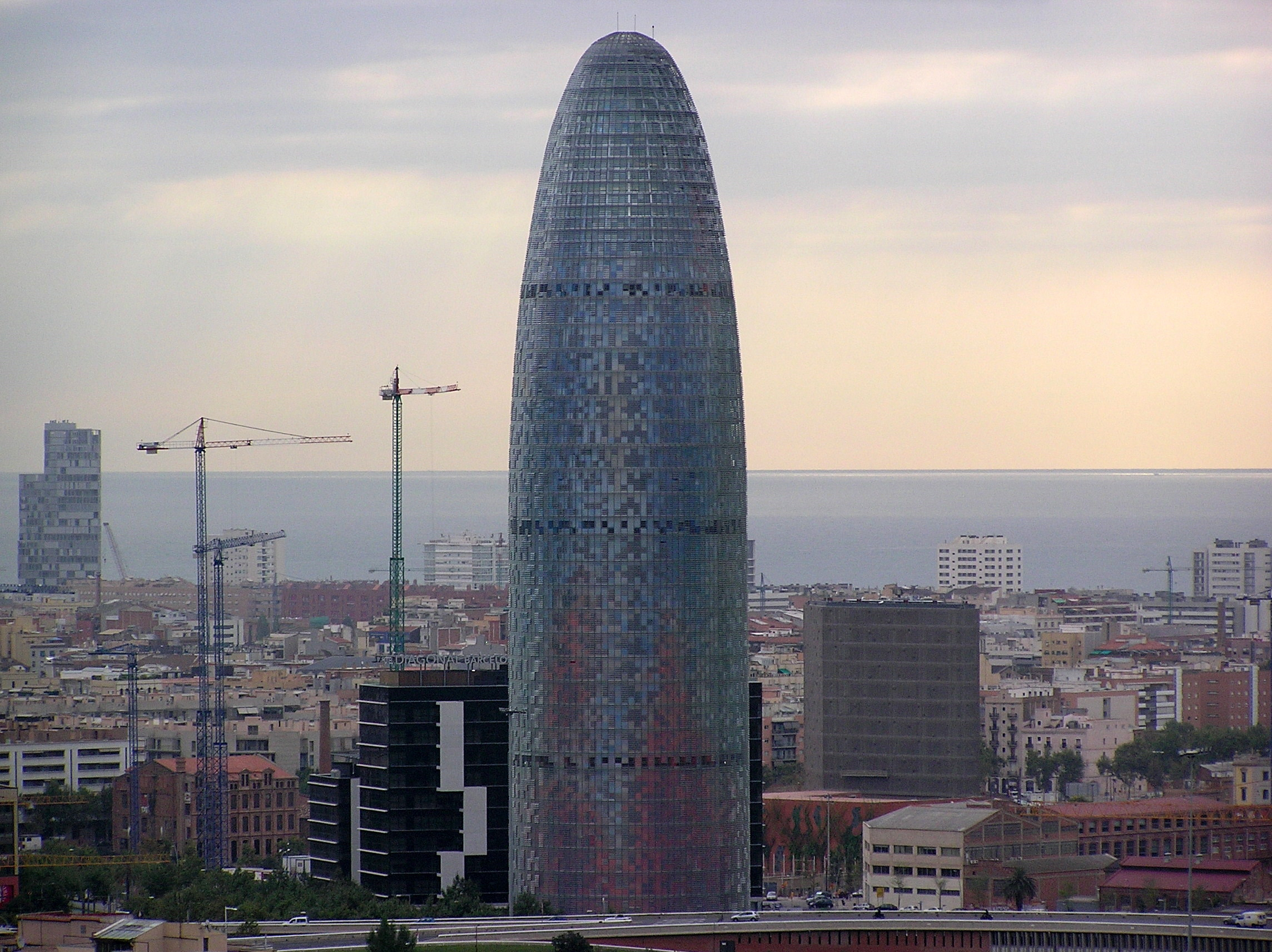
トーレ・アグバール（バルセロナ）
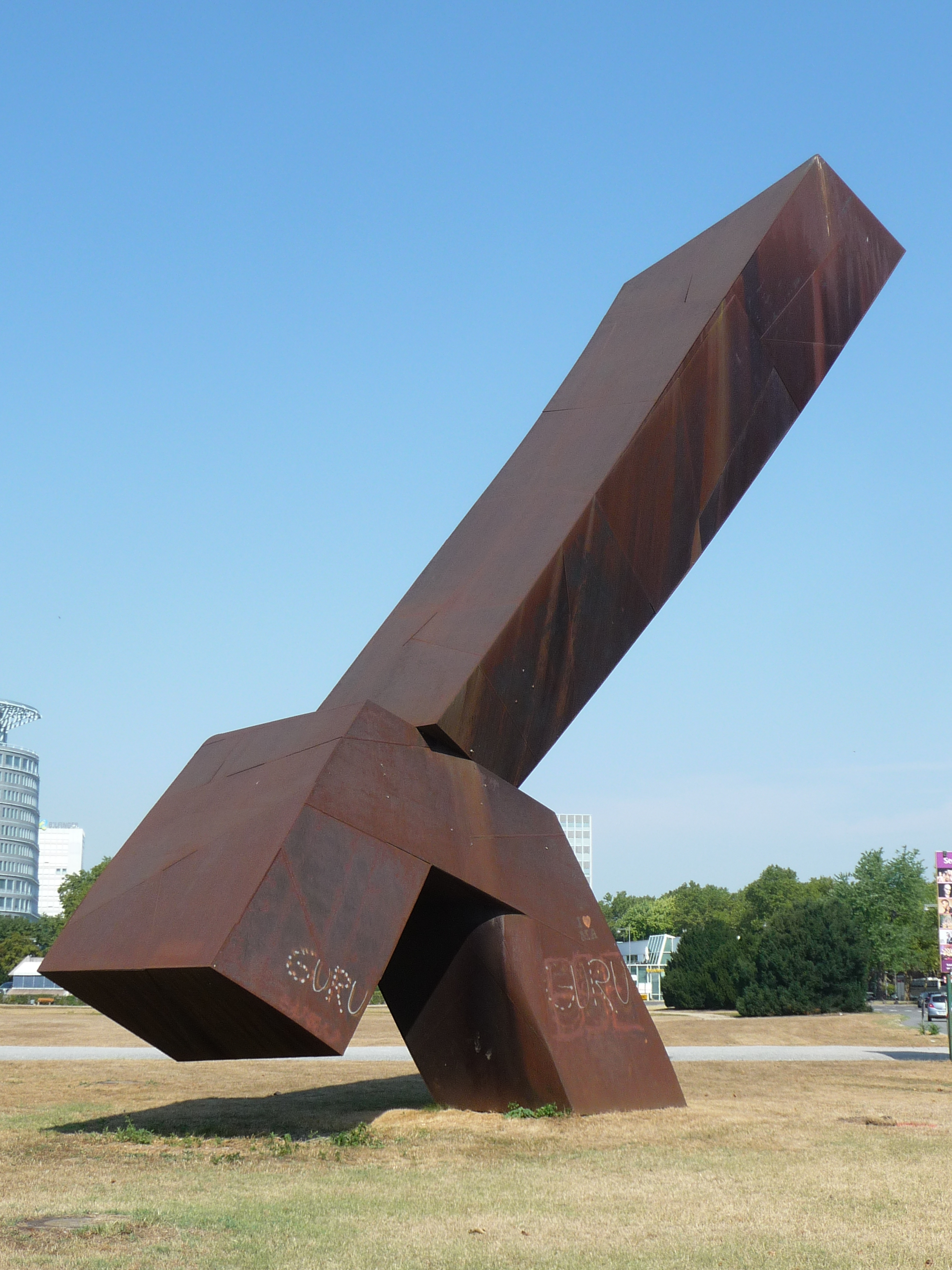
グローセ・マンハイマリン（マンハイム）